# Bark (commune)
Pour les articles homonymes, voir Bark (homonymie).
Bark est une commune allemande du Schleswig-Holstein, située dans l'arrondissement de Segeberg (Kreis Segeberg), à neuf kilomètres à l'ouest de la ville de Bad Segeberg. Bark fait partie de l'Amt Leezen qui regroupe douze communes autour de Leezen.